# Santa María (volcan du Guatemala)
Pour les articles homonymes, voir Santa Maria.
Ne doit pas être confondu avec Santa María (volcan d'Argentine).
Le Santa María, également appelé par métonymie Santiaguito du nom de son dôme de lave ou encore Gagxanul, est un volcan du Guatemala. Il est en éruption depuis 1922 et produit fréquemment des nuées ardentes et des lahars qui ont entraîné des dégâts matériels et des morts parmi la population qui vit en contrebas.

## Géographie

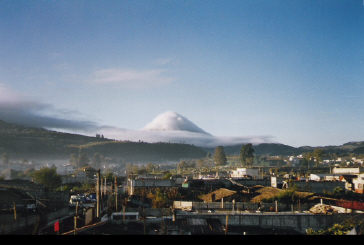
Le Santa María dans les nuages vu depuis Quetzaltenango en 2006.

Le Santa María est situé dans le sud-ouest du Guatemala, dans le département de Quetzaltenango, au sud de Quetzaltenango, sa plus grande ville et capitale. Il fait partie de la sierra Madre de Chiapas qui inclut de nombreux autres volcans qui dominent tous la plaine côtière bordant l'océan Pacifique.
Le volcan, qui culmine à 3 772 mètres d'altitude, a la forme d'une montagne conique aux pentes régulières, escarpées et symétriques hormis sur la face sud-ouest qui est occupée par une caldeira de 1,5 kilomètre de diamètre en forme de fer à cheval. Dans cette caldeira se trouve un dôme de lave, le Santiaguito, qui constitue la partie active du volcan.
La majorité des éruptions du Santa María sont explosives avec la production de dômes de lave, de nuées ardentes, d'avalanches de débris rocheux et de lahars ce qui classe ce volcan parmi les volcans gris de la ceinture de feu du Pacifique.

## Histoire

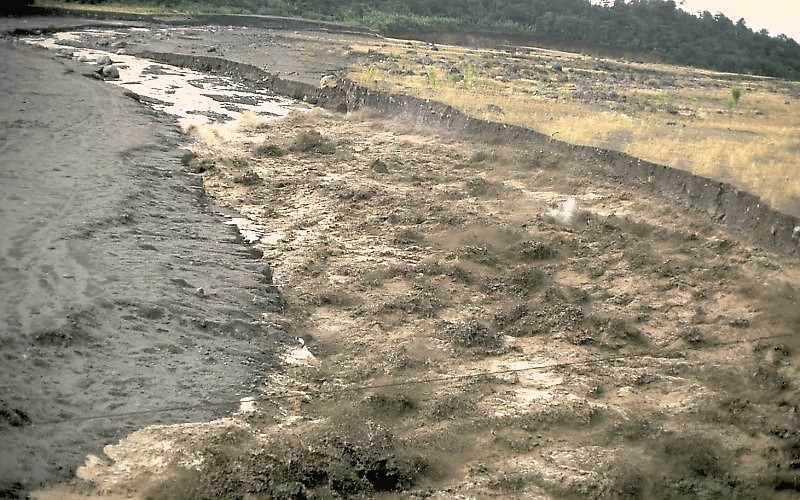
Lahar dévalant les pentes du Santa María à proximité de la ville d'El Palmar le 14 août 1989.

### Éruption de 1902
La première éruption répertoriée sur le Santa María est survenue du 24 octobre au 12 novembre 1902. Très puissante avec un indice d'explosivité volcanique de 6, cette éruption plinienne a rejeté vingt milliards de mètres cubes de téphras et a donné naissance à la caldeira en forme de fer à cheval située sur la face sud-ouest du volcan par des explosions qui ont engendré des lahars, des dégâts matériels et des morts,. Une autre éruption débutera l'année suivante pour se terminer dix ans plus tard mais elle ne produira que des explosions de relativement faible puissance avec un indice d'explosivité volcanique de 2.

### Éruption en cours depuis 1922
L'éruption suivante du Santa María, qui est encore en cours, débute le 22 juin 1922 avec la construction du dôme de lave de Santiaguito dans le centre de la caldeira créée par l'éruption de 1902. Ce dôme de lave est instable, explosant et s'effondrant régulièrement en produisant des nuées ardentes et des lahars qui font des dégâts matériels, des morts et entraînent l'évacuation de zones en contrebas du volcan,. De 1922 à 2007, un volume gigantesque de matériaux ignés sont émis : 1,1 milliard de mètres cubes de lave et plus de cent millions de mètres cubes de téphras.
L'important enjeu humain lié à la combinaison de l'activité explosive continue et de la présence de zones habitées à proximité a décidé les volcanologues à inscrire le Santa María sur la liste des volcans de la Décennie.